# خيمونيات
الخيمونيات (الاسم العلمي:Apiineae) هي رتيبة من النباتات تتبع الرتبة الخيميات من طائفة ثنائيات الفلقة.

## التصنيف
- رتيبة الخيمونيات
  - الفصيلة الأرالية
    - أسرة الأرالياوات
      - الأرالياوية
      - القبيلة الشفلراوية